# Babys auf Bestellung
Babys auf Bestellung (Originaltitel: The Tunnel of Love) ist eine US-amerikanische Filmkomödie mit Doris Day und Richard Widmark aus dem Jahr 1958, die unter der Regie von Gene Kelly entstand. Als literarische Vorlage dienten ein Roman von Peter De Vries und das darauf beruhende gleichnamige Bühnenstück.

## Handlung
Anlässlich des fünften Hochzeitstags beschließt das bisher kinderlos gebliebene Ehepaar Oscar und Edith Poole, ein Baby zu adoptieren. Während sie auf die Vermittlung eines Babys durch die Adoptionsstelle warten, versucht Edith weiterhin, schwanger zu werden, wofür sie jeden Rat der Experten befolgt. So sei es etwa günstig, wenn ihre Körpertemperatur bei der Zeugung des Kindes 37,7 °C beträgt. Der damit überforderte Oscar macht sich derweil Sorgen, ob sie es sich überhaupt leisten können, Eltern zu werden. In seinem Beruf als Cartoonist konnte Oscar bisher keinen nennenswerten Erfolg verbuchen. Als überraschend bei den Pooles mit der attraktiven Estelle Novick eine Vermittlerin der Adoptionsstelle vorbeikommt, um in Erfahrung zu bringen, ob die Pooles als Eltern geeignet sind, trifft sie zunächst auf Oscar, der gerade in Unterhosen einer Maus hinterherjagt. Weil er sie für die Vertreterin eines Wohltätigkeitsvereins hält, denkt er nicht daran, einen guten Eindruck zu hinterlassen. Er trinkt ungeniert Alkohol und beantwortet leichtfertig ihre Fragen zur Kindererziehung. Als Oscars Freund und Nachbar Dick vorbeischaut, macht sich der notorische Fremdgänger prompt an die junge Frau heran. Empört stellt Estelle klar, dass sie von der Adoptionsstelle ist, und entschließt sich zu gehen, ohne mit Edith ihre Befragung fortzusetzen. 
Edith gibt daraufhin Oscar die Schuld, dass Estelle einen schlechten Eindruck von ihnen hat. Bevor Dick ebenfalls das Haus verlässt, gibt er Oscar Tabletten, mit denen er seine Nerven beruhigen soll. Kurz darauf kehrt Estelle noch einmal zurück, um sich bei Oscar für ihren abrupten Aufbruch zu entschuldigen. Oscar, der nach seinem Streit mit Edith eine Beruhigungstablette genommen hat, lädt Estelle kurzerhand ein, in der Stadt zusammen essen zu gehen. Unterwegs bekommt er jedoch Schuldgefühle gegenüber Edith, weshalb er zwei weitere Beruhigungstabletten nimmt. Als er müde wird, schafft ihn Estelle in ein Motel, wo er sich ausschlafen soll. Als Oscar am nächsten Morgen im Motel aufwacht und eine Notiz von Estelle findet, mit der sie sich bei ihm für seine Freundlichkeit bedankt, glaubt er, er habe Edith mit Estelle betrogen. Ein paar Monate später erfährt er von Estelle, dass sie schwanger ist und vorübergehend die Gegend verlassen will. Oscar ist sofort überzeugt, dass er der Vater des ungeborenen Kindes ist und Estelle von ihm früher oder später Alimente verlangen wird. Er leiht sich von Dick 1000 Dollar in Form eines Schecks und gibt ihn Estelle, als sie noch am selben Tag ihn und Edith besucht und ihnen Hoffnung macht, dass sie in wenigen Monaten ein Adoptivkind bekommen könnten.
Als die Pooles schließlich einen wenige Tage alten Jungen als ihr Kind in die Arme nehmen dürfen, fällt ihnen und ihren Freunden schon bald eine gewisse Ähnlichkeit zu Oscar auf. Nach ein paar Wochen wird die Ähnlichkeit immer offensichtlicher, weshalb die bereits vor einer Weile misstrauisch gewordene Edith ihrem Mann offen heraus Untreue vorwirft und ihn verlassen will. Oscar versucht sie davon abzuhalten, zumal sie noch unter der Beobachtung der Adoptionsstelle stehen, doch Edith lässt sich nicht umstimmen. Wütend nimmt sie sich ein Fahrrad und fährt in einen Wagen. Gegen ihren Willen bringt Oscar die am Knöchel verletzte Edith ins gemeinsame Haus zurück und versichert ihr, nie eine andere Frau geliebt zu haben. Indes erscheint Estelle wieder auf der Bildfläche, um den Pooles zu ihrem Baby zu gratulieren und Oscar die 1000 Dollar zurückzugeben. Auch berichtet sie ihnen von ihrem Ehemann, der sein erstes Buch verkauft habe, und von ihrer kürzlich zur Welt gekommenen Tochter. Nachdem sie den Pooles stolz ein Foto ihrer Tochter gezeigt und sich verabschiedet hat, entschuldigt sich Edith bei Oscar dafür, ihm nicht vertraut zu haben. Daraufhin stellen sie fest, dass Edith schwanger ist, und sie fallen sich glücklich in die Arme.

## Hintergrund
Für Gene Kelly war Babys auf Bestellung nach Straße des Glücks (1957) die zweite Regiearbeit, bei der es sich nicht um ein Filmmusical handelte, auch wenn Hauptdarstellerin Doris Day im Film die zwei Songs The Tunnel of Love und Run Away, Skidaddle, Skidoo singt. Für die Filmbauten waren Randall Duell und William A. Horning zuständig. Als Ausstatter kamen Henry Grace und Robert Priestley zum Einsatz, während Helen Rose die Kostüme von Doris Day und Gia Scala entwarf.
Am 21. November 1958 wurde der Film in New York City uraufgeführt. In Deutschland kam Babys auf Bestellung am 15. Mai 1959 in die Kinos.

## Kritiken
Für das Lexikon des internationalen Films war Babys auf Bestellung eine „[w]enig ehrgeizige Verfilmung eines amüsanten Broadway-Stückes“. Erwähnenswert sei allenfalls „Richard Widmark als großer Junge mit überfließendem Herzen“. Cinema bescheinigte dem Film eine „wenig originelle Verkettung von Missverständnissen“, die jedoch „dank Doris Day doch noch zum Spaß [wird]“. Alles in allem gelinge es dem Darsteller-Ensemble, „die Humortäler“ auszugleichen.
Prisma zufolge sei Babys auf Bestellung eine „jener Chaos-Komödien, die nicht gerade mit einer prickelnden Story, dafür aber mit guten und namhaften Schauspielern aufwarten“. Der Filmkritiker Leonard Maltin bezeichnete den Film als „heitere Komödie“. Die „gute Besetzung“ verleihe der Peter-De-Vries-Adaption Schwung.

## Auszeichnungen
Für Babys auf Bestellung erhielt Doris Day 1959 eine Nominierung für den Golden Globe in der Kategorie Beste Hauptdarstellerin – Komödie oder Musical, den letztlich Rosalind Russell für ihre Titelrolle in Die tolle Tante gewann. Des Weiteren war Doris Day auch für den Laurel Award als beste Hauptdarstellerin in einer Komödie nominiert und landete schließlich auf dem dritten Platz. Gig Young wiederum gewann den Laurel Award als bester Nebendarsteller.

## Deutsche Fassung
Die deutsche Synchronfassung entstand 1959 im MGM-Synchronisations-Atelier in Berlin. Die Rollennamen wurden dabei zum Teil geändert. So heißen die Pooles in der deutschen Fassung nicht Isolde und August, sondern Edith und Oscar.
| Rolle          | Darsteller       | Synchronsprecher      |
| -------------- | ---------------- | --------------------- |
| Edith Poole    | Doris Day        | Edith Schneider       |
| Oscar Poole    | Richard Widmark  | Heinz Drache          |
| John Pepper    | Gig Young        | Ottokar Runze         |
| Estelle Novick | Gia Scala        | Eva Katharina Schultz |
| Alice Pepper   | Elisabeth Fraser | Friedel Schuster      |